# 칼 베르나도테
칼 구스타프 오스카르 프레더릭 크리스티안 베르나도테 왕자(Carl Gustaf Oscar Fredrik Christian, Prince Bernadotte, 1911년 1월 10일 ~ 2003년 6월 27일)는 외스테르예틀란드 공작이자 베스테르예틀란드 공작 칼 왕자와 덴마크 공주 잉에보리의 막내이자 고명아들이었고 결국 벨기에 귀족의 왕자였다. 그의 아버지와 구별하기 위해 그는 칼 주니어로 널리 알려졌다. 그는 스웨덴 공주 마르가레타, 스웨덴 공주 메르타, 스웨덴의 아스트리드의 남동생이었다. 